# Raissa Dawydowna Orlowa-Kopelewa

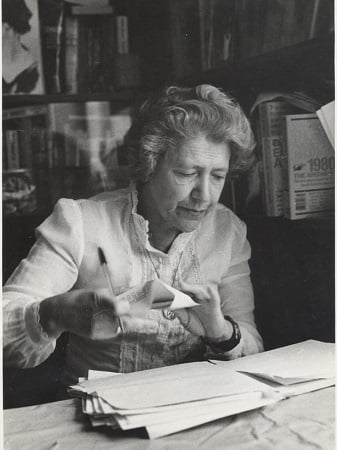
Raissa Dawydowna Orlowa-Kopelewa (1980)

Raissa Dawydowna Orlowa-Kopelewa (russisch Раи́са Давы́довна Орло́ва-Ко́пелева, wiss. Transliteration Raisa Davydovna Orlova-Kopeleva; * 23. Juli 1918 in Moskau; † 31. Mai 1989 in Köln) war eine russische Schriftstellerin und Amerikanistin. Sie war ab 1956 die zweite Ehefrau Lew Kopelews.
Raissa Orlowa studierte 1935–1940 in der UdSSR Anglistik und Amerikanistik und arbeitete ab 1950 als Dozentin für Literatur in Tallinn und Moskau. Bei der russischen Monatszeitschrift Ausländische Literatur (иностранная литература) war sie von 1955 bis 1961 Ressortleiterin. Seitdem arbeitete sie als freischaffende Schriftstellerin und Literaturkritikerin über die amerikanische Literatur des 19. und 20. Jahrhunderts (Mark Twain, Jack London, Harriet Beecher Stowe, Ernest Hemingway). Nach dem Einmarsch der Warschauer-Pakt-Staaten in die ČSSR 1968 engagierte sie sich in der sowjetischen Bürgerrechtsbewegung. Die Wohnung des Ehepaars Kopelew-Orlowa in Moskau entwickelte sich schnell zu einem Anlaufpunkt von Dissidenten und Auslands-Korrespondenten, unter ihnen Fritz Pleitgen und Klaus Bednarz. 1980 wurde sie aus dem Schriftstellerverband der UdSSR ausgeschlossen und 1981 nach ihrer Reise in den Westen zusammen mit ihrem Ehemann, dem Schriftsteller und Bürgerrechtler Lew Sinowjewitsch Kopelew aus der Sowjetunion ausgebürgert. Von da an lebte sie meist in Köln, wo ihre langjährigen Freunde Heinrich Böll und Annemarie Böll dem Paar zur Seite standen.
Am 31. Mai 1989 starb Raissa Orlowa in Köln, nachdem sie vorher noch ihre Angehörigen und Freunde in Moskau besucht hatte. Ihre Urne wurde auf dem Donskoi-Friedhof in Moskau beigesetzt.
Ihr erstes Buch beschreibt sehr anschaulich, wie sie sich nur langsam in Deutschland zurechtfindet und wie sie mit den Eigenheiten der Deutschen umzugehen lernte.

## Werke
- Die Türen öffnen sich langsam (1984), Двери открываются медленно (1994)
- Eine Vergangenheit, die nicht vergeht. Rückblicke aus fünf Jahrzehnten (1985), Воспоминания о непрошедшем времени (USA 1983, Moskau 1993)
- Briefe aus Köln über Bücher aus Moskau (1987)
- Als die Glocke verstummte; Alexander Herzens letztes Lebensjahr (1988)
- Warum ich lebe (1990 postum)

Zusammen mit ihrem Mann schrieb sie:
- Boris Pasternak. „Bild der Welt im Wort“ (1986)
- Wir lebten in Moskau (1987), Мы жили в Москве (1) (USA 1988, Moskau 1990)
- Zeitgenossen, Meister, Freunde (1989), Мы жили в Москве (2)
- Wir lebten in Köln. Aufzeichnungen und Erinnerungen (1996), Мы жили в Кёльне (2003)